# أناتولي أنتونوف
أناتولي إيفانوفيتش أنتونوف (مواليد 15 ماي 1955) (الروسية: Анато́лий Ива́нович Анто́нов) هو سياسي ودبلوماسي وضابط عسكري روسي، وهو حالياً سفير روسيا لدى الولايات المتحدة، حلّ محل سيرجي كيسلياك رسمياً في 21 أغسطس 2017 بموجب مرسوم رئاسي.
كان سابقا نائب وزير الشؤون الخارجية ونائب وزير الدفاع. منذ عام 2015، خضع لعقوبات الاتحاد الأوروبي وكندا، ردا على التدخل العسكري الروسي في أوكرانيا.

## روابط خارجية
- Anatoly Antonov Profile على وزارة خارجية الاتحاد الروسي

| المناصب الدبلوماسية | المناصب الدبلوماسية                                 | المناصب الدبلوماسية |
| ------------------- | --------------------------------------------------- | ------------------- |
| سبقه سيرجي كيسلياك  | سفراء روسيا لدى الولايات المتحدة 21 أغسطس 2017–الآن | الحالي              |